# Huh (mitologia)
 Huh era l'aspetto maschile di una divinità primordiale mentre la forma femminile, o paredra, era Huhet. Insieme formavano una delle quattro coppie primigenie dell'Ogdoade ermopolitana ed entrambi rappresentavano l'infinito, inteso più come concetto di tempo che di spazio.
| V28 | V28 | w | n · n · n | A40 |

 Huh

Immagine riprodotta dall'originale nella tomba di Merenptah nella Valle dei re.

Huh era raffigurato, in un primo momento come rana oppure come uomo con testa di rana ma durante il Medio Regno assunse aspetto completamente umano e divenne il dio dell'eternità.
La caratteristica che lo distingueva dagli altri dei, era che veniva rappresentato genuflesso, con le braccia alzate e con un ramo di palma in entrambe le mani e raramente, solo uno. Aveva un piccolo ramo anche come copricapo. Rappresentati di profilo secondo i canoni artistici, questi rami simboleggiavano il trascorrere del tempo e le dentellature indicavano gli anni trascorsi. Terminavano con il glifo di un girino, che significava "centinaia di migliaia" e un anello denominato shen, simbolo dell'illimitato scorrere del tempo, ossia l'eternità, e precursore del cartiglio come simbolo di protezione.

Essendo dio dell'infinito, Huh rappresentava, con le braccia alzate, il glifo heh 
| C11 |

 indicante "milioni", 
in senso specifico ed in senso generico "un'infinità di cose" e per questo motivo gli è stato dato l'appellativo di "dio dei milioni di anni".
Con questo significato è stato riprodotto, inginocchiato, nel vaso di alabastro del giubileo reale ritrovato nei magazzini della piramide di Saqqara.
Le braccia sollevate lo possono fare confondere con Shu dal quale si distingue perché, quest'ultimo, ha come copricapo una piuma. Ma assimilato a lui, Huh, è stato rappresentato, in piedi, mentre tiene sollevata Nut e Mehetueret.
Numerose sono le rappresentazioni di Huh, in particolare sugli oggetti del corredo funebre del re Tutankhamon. Almeno tre le più significative:
- nella lampada ad olio in alabastro a forma di loto è inginocchiato in un cesto posto sulle piante di papiro ed il ramo di palma che tiene in mano, incornicia l'intaglio;
- nel bellissimo portaunguenti con la forma del doppio cartiglio, Huh è invece raffigurato con il geroglifico neb cioè oro, sulla testa, con Khepri e il disco solare. Il significato era Nebkheperura nome di incoronazione di Tutankhamon. Il dio è inginocchiato sul simbolo del giubileo e sul ramo di palma sono incisi gli anni del regno del giovane faraone;

- sul contrappeso di una collana, è rappresentato mentre regge l'occhio di Horus come augurio di salute, è affiancato da due urei, ed ha alle spalle il Nodo di Iside| V39 | o tiet. Vi sono i rami di palma, i glifi di centinaia di migliaia e gli anelli shen. Lo splendido oggetto, dalla complicata lavorazione per le modeste dimensioni, aveva funzione apotropaica ed augurava al re "un milione di anni di regno", esclusiva caratteristica dei sovrani egizi.